# Iodocephalopsis eberhardtii
 Iodocephalopsis eberhardtii  (Gagnep.) Bunwong & H. Rob., 2009 è una di piante angiosperma dicotiledone della famiglia delle Asteraceae. È anche l'unica specie del genere Iodocephalopsis Bunwong & H. Rob., 2009.

## Etimologia
Il nome scientifico della specie è stato definito per la prima volta dai botanici François Gagnepain (1866-1952), Sukhonthip Bunwong e Harold Ernest Robinson (1932-2020) nella pubblicazione Proceedings of the Biological Society of Washington (Proc. Biol. Soc. Washington 122(3): 361) del 2009. Il nome scientifico del genere è stato definito per la prima volta nella stessa pubblicazione.

## Descrizione
Iodocephalopsis eberhardtii è una erbacea perenne, con una altezza massima di 0,5 - 1 metro. I fusti sono eretti, affusolati con coste poco appariscenti. La pubescenza è formata da peli semplici o a forma di "T". Gli organi interni di queste piante contengono lattoni sesquiterpenici.
Le foglie, picciolate, lungo il caule normalmente sono a disposizione alternata. La forma della lamina è semplice da obovata a lanceolata con apici da acuti e base attenuata. La consistenza è cartacea. I bordi sono continui ma seghettati. La superficie è pubescente. Le venature in genere sono pennate. Le stipole sono assenti.
Le infiorescenze, terminali o ascellari, sono composte da capolini (da pochi a numerosi) raccolti in lasse formazioni corimbose. I capolini, peduncolati, omogami e discoidi, sono formati da un involucro campanulato composto da brattee (o squame) all'interno delle quali un ricettacolo fa da base ai fiori tubulosi. Le brattee sono disposte in 3 - 4 serie in modo embricato e scalato e sono colorate diverde opaco; la superficie esterna è aracnoidea e ghiandolosa; l'apice varia da acuto a acuminato. Il ricettacolo, a forma convessa, è glabro.
I fiori (da 15 a 25 per capolino) sono tetra-ciclici (ossia sono presenti 4 verticilli: calice – corolla – androceo – gineceo) e pentameri (ogni verticillo ha 5 elementi). I fiori sono di tipo tubuloso (actinomorfi). In genere i fiori sono ermafroditi (bisessuali) e fertili.
- Formula fiorale:

*/x K {\displaystyle \infty }, [C (5), A (5)], G 2 (infero), achenio
- Calice: i sepali del calice sono ridotti ad una coroncina di squame.
- Corolla: la corolla dei fiori tubulosi ha un profondo tubo con 5 lobi. I colori sono purpureo o bianco. I lobi sono pubescenti (ghiandole capitate). Lunghezza del tubo della corolla: 2,5 – 4 mm. Lunghezza dei lobi della corolla: 2-2,5 mm.
- Androceo: gli stami sono 5 con filamenti liberi, glabri o papillosi e distinti. Le antere sono saldate in un manicotto (o tubo) circondante lo stilo ed hanno in genere hanno una forma sagittata (sono senza coda) ed hanno la base arrotondata. Le appendici apicali delle antere sono acute. Nell'endotecio sono presenti delle zone più spesse. Il polline normalmente è sub-3-colporato e "lophato" (a creste e lacune) a forma sferica o schiacciata ai poli. Lunghezza delle antere: 2.
- Gineceo: lo stilo, di colore violaceo, è filiforme con due stigmi. La base dello stilo ha dei nodi. Gli stigmi sono lunghi e divergenti; sono sottili, pelosi e con apice acuto; la superficie stigmatica è interna (vicino alla base). L'ovario è infero uniloculare formato da 2 carpelli. L'ovulo è unico e anatropo. Lunghezza dello stilo: 3-5 mm (i rami sono lunghi 1-2 mm).

I frutti sono degli acheni con pappo. La forma dell'achenio in genere è turbinata con 7 - 10 coste e superficie ghiandolosa. Nell'achenio, privo di fitomelanina, sono presenti dei rafidi corti o allungati e idioblasti sparpagliati. Il pericarpo può essere di tipo parenchimatico, altrimenti è indurito (lignificato) radialmente. Il carpoforo (o carpopodium - il ricettacolo alla base del gineceo) è assente. Il pappo è assente. Lunghezza degli acheni: 3-5 mm.

## Biologia
- Impollinazione: l'impollinazione avviene tramite insetti (impollinazione entomogama tramite farfalle diurne e notturne).
- Riproduzione: la fecondazione avviene fondamentalmente tramite l'impollinazione dei fiori (vedi sopra).
- Dispersione: i semi (gli acheni) cadendo a terra sono successivamente dispersi soprattutto da insetti tipo formiche (disseminazione mirmecoria). In questo tipo di piante può avvenire anche un altro tipo di dispersione: zoocoria. Infatti gli uncini (se presenti) delle brattee dell'involucro si agganciano ai peli degli animali di passaggio disperdendo così anche su lunghe distanze i semi della pianta.

## Distribuzione e habitat
La specie di questa voce si trova in Cambogia, Laos, Tailandia e Vietnam.

## Tassonomia
La famiglia di appartenenza di questa voce (Asteraceae o Compositae, nomen conservandum) probabilmente originaria del Sud America, è la più numerosa del mondo vegetale, comprende oltre 23 000 specie distribuite su 1 535 generi, oppure 22 750 specie e 1 530 generi secondo altre fonti (una delle checklist più aggiornata elenca fino a 1 679 generi). La famiglia attualmente (2021) è divisa in 16 sottofamiglie.

### Filogenesi
Le specie di questo gruppo appartengono alla sottotribù Centrapalinae H. Rob, descritta all'interno della tribù Vernonieae Cass. della sottofamiglia Vernonioideae Lindl.. Questa classificazione è stata ottenuta ultimamente con le analisi del DNA delle varie specie del gruppo. Dagli ultimi studi filogenetici sul DNA la tribù Vernonieae è risultata divisa in due grandi cladi: Muovo Mondo e Vecchio Mondo. Centrapalinae occupa una posizione centrale e appartiene al clade del Vecchio Mondo; in particolare è inclusa nel subclade africano più vicino alle specie tropicali americane.
La sottotribù, e quindi i suoi generi, si distingue per i seguenti caratteri:
- il portamento delle specie di questo gruppo è erbaceo perenne o subarbustivo;
- la pubescenza degli steli è fatta di peli semplici o irregolarmente da peli a forma di "T";
- le appendici delle antere talvolta hanno delle pareti cellulari ispessite;
- gli acheni possono avere fino a 10 coste;

In precedenza la tribù Vernonieae, e quindi la sottotribù di questo genere, era descritta all'interno della sottofamiglia Cichorioideae.
I caratteri distintivi per questo genere sono i seguenti:
- gli acheni hanno 7 – 10 coste;
- il polline è "lophate" e sub-3-colporato.

La posizione di questo genere potrebbe essere controversa. Mentre la pubblicazione Systematics, Evolution, and Biogeography of Compositae propone Camchaya (dal quale è stato segregato il genere di questa voce)  all'interno della sottotribù Linziinae, un successivo studio sulle vernonie tailandesi ha proposto (sebbene con alcune riserve) di descrivere il genere Camchaya all'interno della sottotribù Centrapalinae.

### Sinonimi
Sinonimi per la specie:
- Camchaya eberhardtii (Gagnep.) Kitam.
- Iodocephalus eberhardtii  Gagnep.
- Iodocephalus glandulosus  Kerr